# My life with the Walter boys
My life with the Walter boys is een Amerikaanse dramaserie, uitgezonden door streamingdienst Netflix.

## Verhaal
Jacky Howard wordt van de ene op de andere dag wees als haar ouders en haar zus omkomen in een auto-ongeluk. Conform het testament van haar ouders gaat ze wonen bij de familie Walter, het gezin van de beste vriendin van haar moeder. Deze verandering is voor Jacky wennen, want ze verhuist van New York, naar een ranch in Colorado en ze komt in een gezin met 8 jongens en 1 meisje. En dan worden ook nog eens twee van de broers (Cole en Alex) verliefd op Jacky.

## Rolverdeling
| Acteur                  | Personage         |
| ----------------------- | ----------------- |
| Nikki Rodriguez         | Jackie Howard     |
| Noah LaLonde            | Cole Walter       |
| Ashby Gentry            | Alex Walter       |
| Johnny Link             | Will Walter       |
| Corey Fogelmanis        | Nathan Walter     |
| Connor Stanhope         | Danny Walter      |
| Zoë Soul                | Haley Young       |
| Jaylan Evans            | Skylar Summerhill |
| Sarah Rafferty          | Katherine Walter  |
| Marc Blucas             | George Walter     |
| Alisha Newton           | Erin              |
| Mya Lowe                | Kiley             |
| Isaac Arellanes         | Isaac Garcia      |
| Ashley Holliday Tavares | Tara Jacobs       |
| Myles Perez             | Lee Garcia        |
| Alix West               | Parker Walter     |
| Dean Petriw             | Jordan Walter     |
| Lennix James            | Benny Walter      |